# Río Chusovaya
El río Chusovaya (ruso:Чусова́я) es un río ruso  tributario del río Kama, a su vez tributario del río Volga. Tiene una longitud de 592 km y drena una cuenca hidrográfica de 23.000 km². 
Administrativamente, el río discurre por el Krai de Perm, el Óblast de Sverdlovsk y el Óblast de Cheliábinsk en Rusia.

## Geografía
El río Chusovaya fluye hacia la ensenada del embalse del Kama. Sus crecidas normalmente son de mediados de abril a mediados de junio. Se hiela entre finales de octubre a principios de diciembre, y está bajo el hielo hasta mediados de abril o las primeras semanas de mayo. 
Sus principales afluentes son los ríos Mezhevaya Utka, Serebryanka (147 km), Koyva (180 km), el Usva (266 km), el Revda y el Lysva (112 km). Un afluente interesante es el río Kumysh, que discurre bajo tierra durante seis kilómetros (el lugar donde desaparece es llamado por la gente local нырок -zambullida, en ruso- y en el que aparece вынырок -volviendo a la superfície-). Su agua es ampliamente utilizada para proveer a Ekaterimburgo (se lleva el agua por treinta y siete kilómetros desde el embalse de Volchikhinsky al de Verjneisetski. Sus afluentes tienen quince pequeños embalses. Los principales puertos del río son Perm y Chusovoy.
El Chusovaya es famoso por las gigantescas rocas a lo largo de su orilla. Una de esas rocas se muestra en la foto de la derecha. Algunas de estas rocas eran realmente peligrosas para los buques en las crecidas de primavera y la gente local les llamaba Boitsý (ruso: бойцы, luchadores). Muchas de las rocas más grandes tienen nombre, como la mostrada.
El Chusovaya superior conduce a varios pasos sobre los Urales. Al ser otorgadas a Grigori Stróganov grandes extensiones de terreno a lo largo del Kama y del Chusovaya, se inició la conquista rusa de Siberia.

## Galería de imágenes

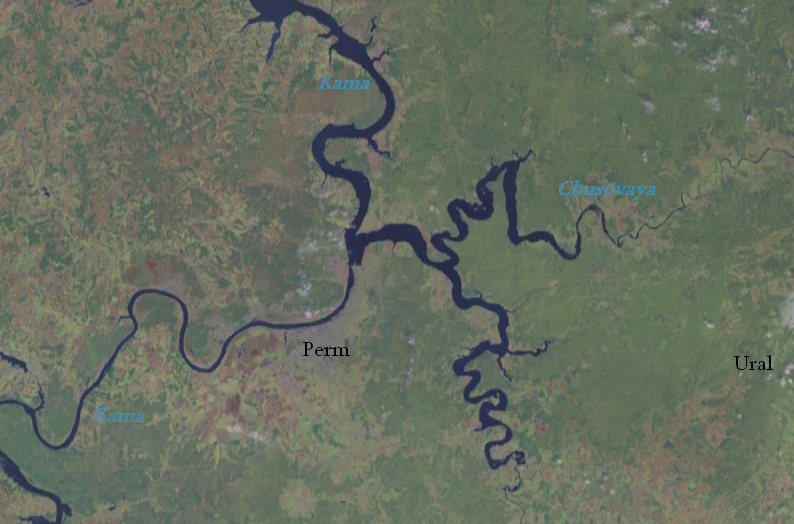
Confluencia del Kama y del Chusovaya
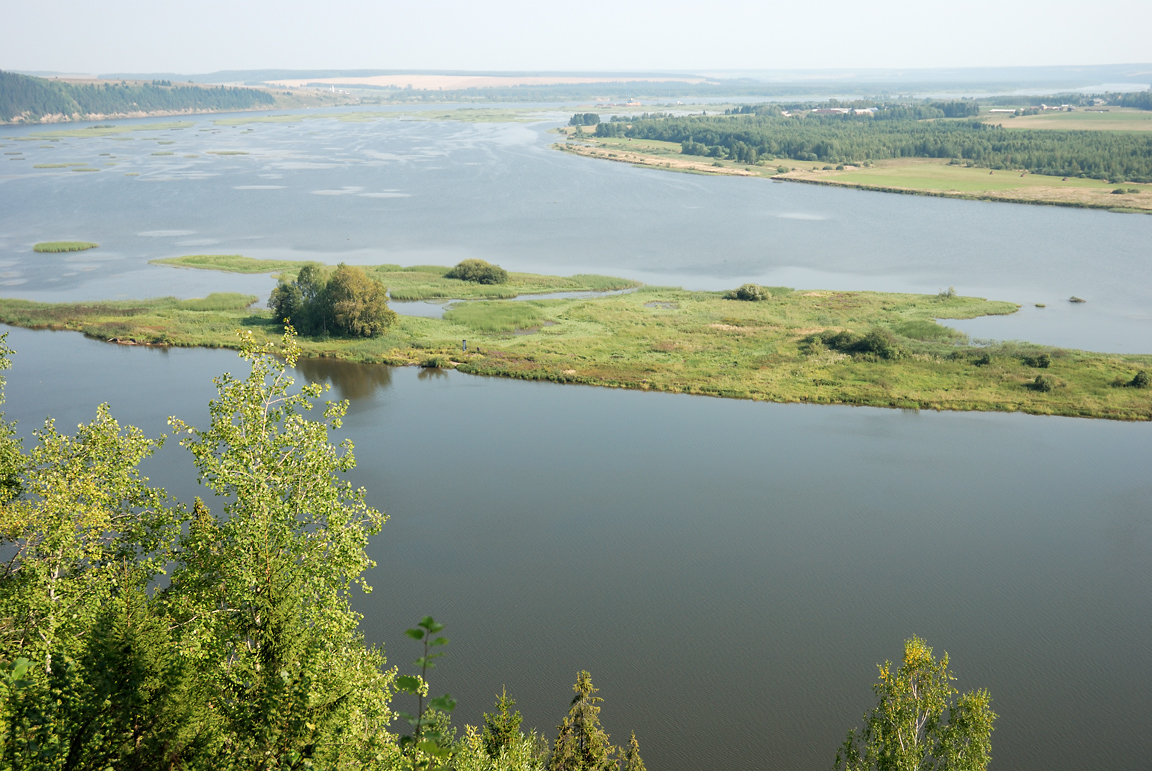
El curso inferior del Chusovaya
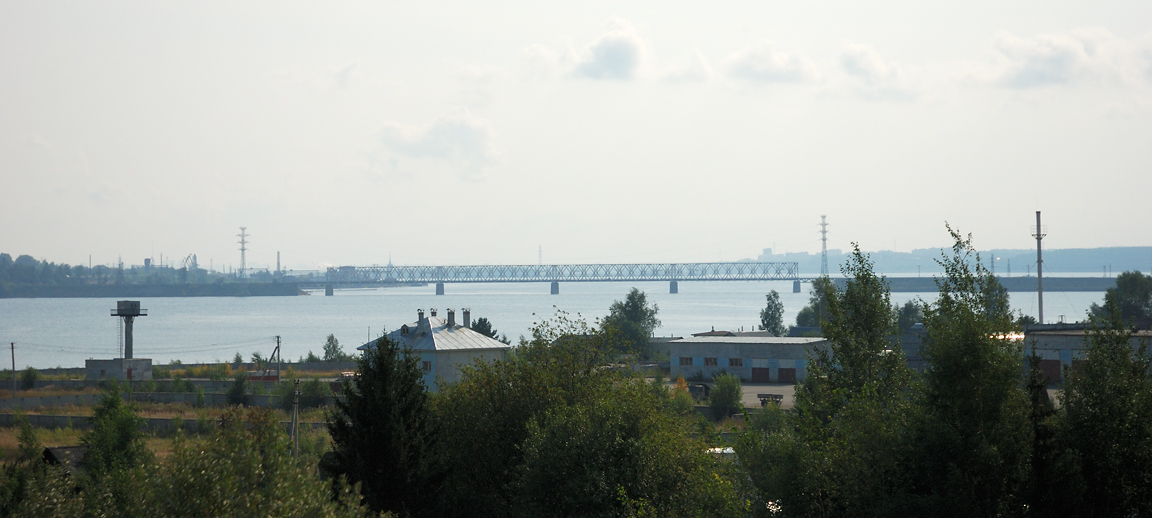
En la confluencia con el río Kama en el embalse homónimo, lo cruza un puente de ferrocarril
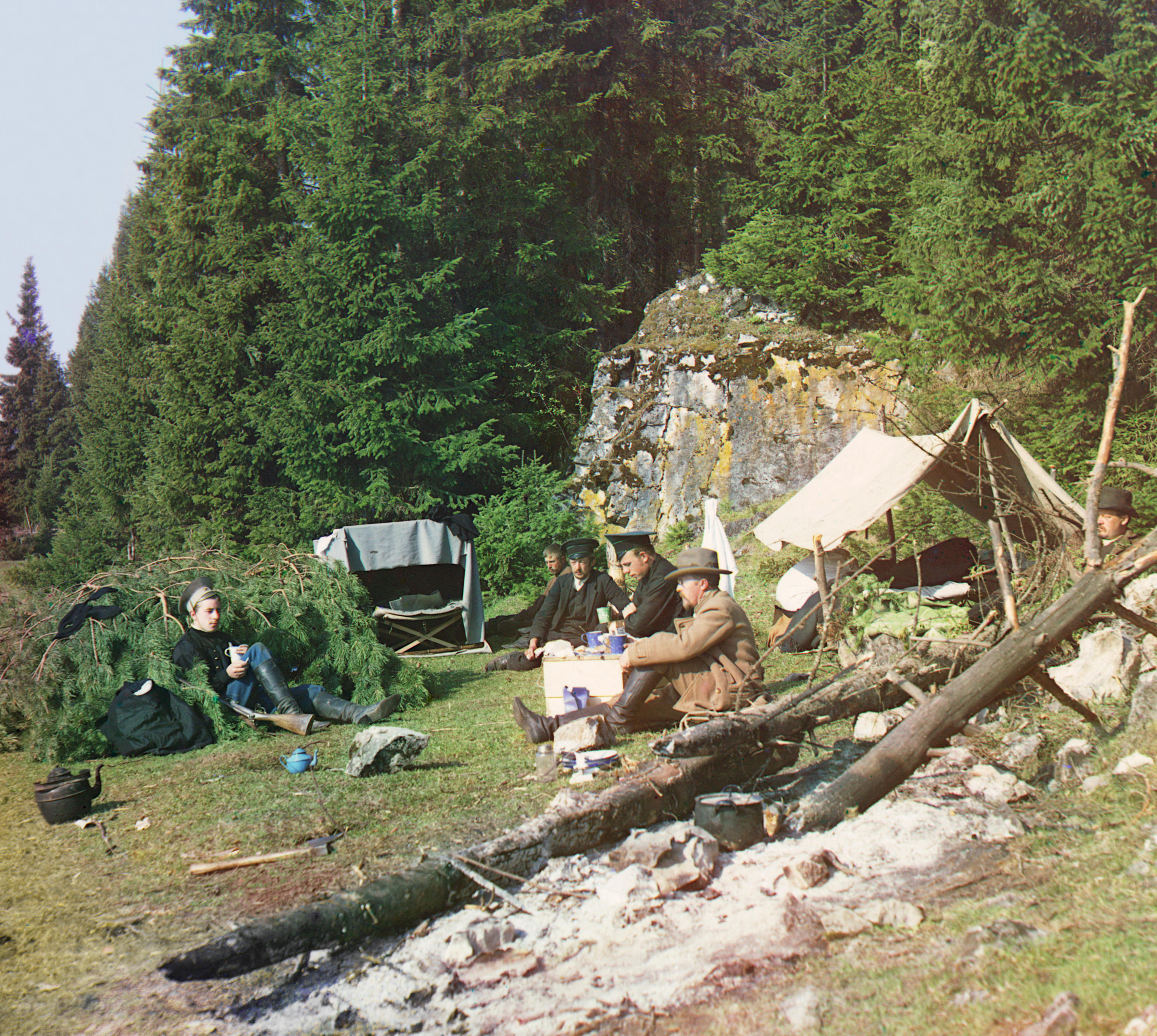
Campamento nocturno al lado de una roca en la orilla del Chusovaya (Sergéi Prokudin-Gorski, 1912)